# Oduševljenje
Oduševljenje ili entuzijazam (iz stargrčkog. ἐνθουσιασμός, od ἐν θουσ - u bogu) je pojam antičke filozofije koji je označavao stanje čovjeka punog boga. U neoplatonizmu dobiva mističko-religiozno značenje.
U novije doba entuzijazam se poistovjećuje s nekritičkim oduševljenjem za nešto.